# فنسنت بي. ميرفي
فنسنت بي. ميرفي (بالإنجليزية: Vincent B. Murphy)‏ هو سياسي أمريكي، ولد في 4 يناير 1888 في روتشستر في الولايات المتحدة، وتوفي في 25 فبراير 1956. حزبياً، نشط في الحزب الجمهوري. وقد انتخب عضو جمعية ولاية نيويورك.